# 辛布里人
辛布里人，又译为西姆布赖人（德語：Kimbern） 是日耳曼民族的一支，可能起源于日德兰半岛的北部。
西元前120年左右，辛布里人连同近邻部族条顿人和阿姆布昂人向南迁徙，于西元前113年搬移至自现今的多瑙河谷，进入罗马共和国的疆域之内。罗马人对此感到威胁，先后发起诺瑞亚战役（英语：Battle of Noreia）与阿劳修战役（英语：Battle of Arausio）试图剿灭辛布里人，但均被其击败并反噬。
罗马元老院惊慌失措之下，提拔平民盖烏斯·马略为新执政官。马略凭借自己的军事才能分别在前102年的色克蒂留斯温泉之战和前101年的韦尔切利之战中率军击破条顿族和辛布理族，并将两者灭族。

## 外部連結
- . . 1914 （英语）. 已忽略未知参数|HIDE_PARAMETER4= (帮助); 已忽略未知参数|HIDE_PARAMETER5= (帮助); 已忽略未知参数|HIDE_PARAMETER7= (帮助); 已忽略未知参数|HIDE_PARAMETER6= (帮助)